# حادثه تیجین

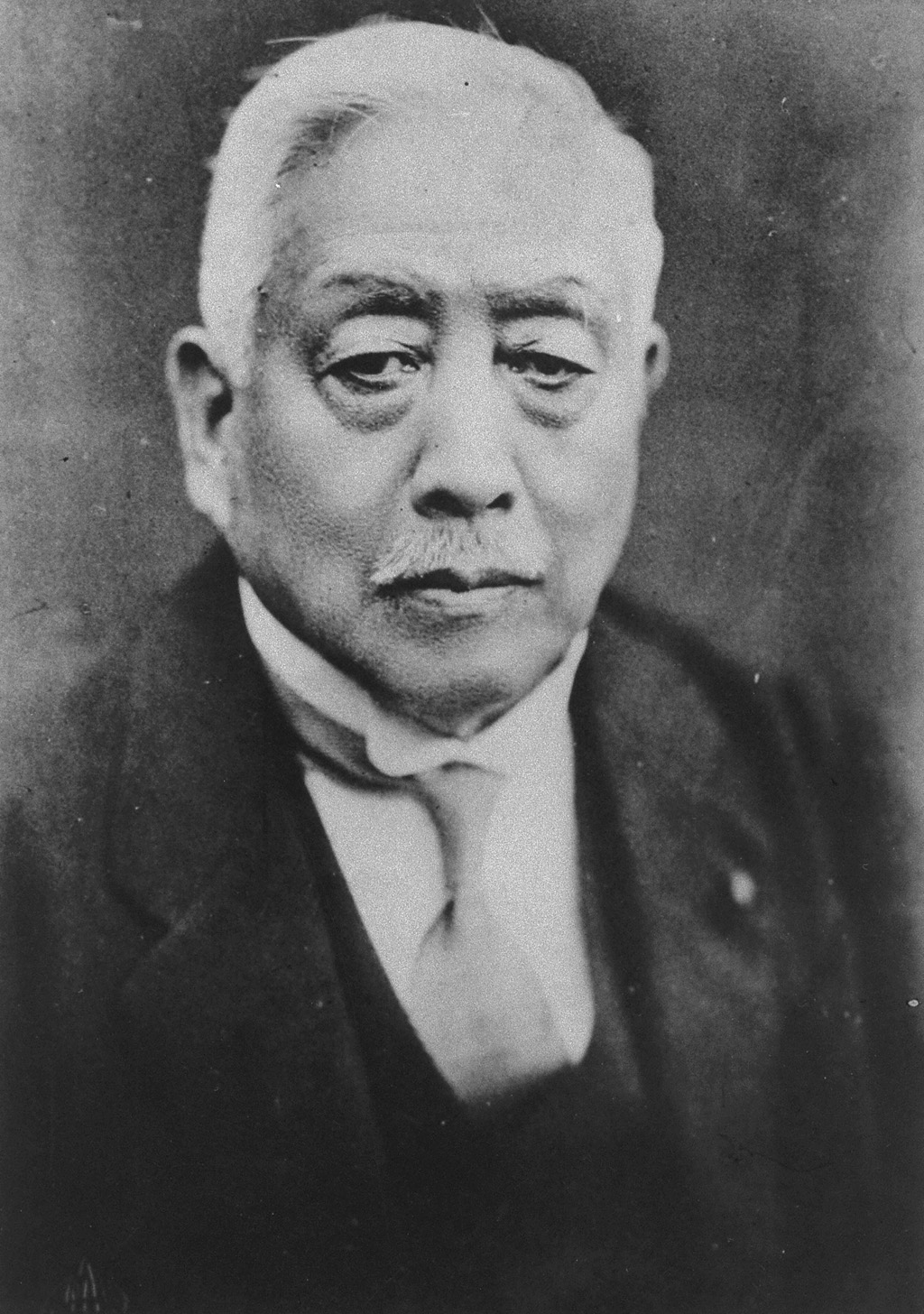
Saitō Makoto

حادثه تیجین (به ژاپنی: 帝人事件, Teijin jiken) یک رسوایی سیاسی در اوایل دوره شووا در امپراتوری ژاپن بود که باعث فروپاشی دولت نخست‌وزیر در سال ۱۹۳۴ شد.